# Varró Margit
Varró Margit, született Picker Margit Sarolta (Barcs, 1881. október 22. – Chicago, Illinois, USA, 1978. május 15.) zongoraművész és -tanár, nemzetközileg kiemelkedő, meghatározó és jövőbelátó pedagógus. Varró István felesége.

## Élete
Picker Mór gabonakereskedő és Kremsier Józsa (1856–1937) lánya. Tanulmányait a budapesti Zeneakadémián, a zongoratanszakon végezte. 1907-ben szerzett zongoratanári oklevelet. Ezt követően a Fodor-féle zeneiskolában, majd 1918 és 1920 között a Zeneakadémián tanított. Az 1930-as évek végén a fasizmus elől férjével az USA-ba költözött.

## Publikációi
- Zongoratanítás és zenei nevelés, Rózsavölgyi, Budapest, 1921
- "Grundlagen des Musikunterrichtes" (A zenetanítás alapjai), in Allgemeine Musikzeitung, Berlin, 1926
- Der lebendige Klavierunterricht (Az élő zongoratanítás), Simrock, 1928
- Designs to Music (Chicago, 1952)
- Alte Musik (ford.: Czigány Ildikó); Parlando, 1987. Nr. 3. p. 29-33.